# Чукули
Чукули (груз. ჩუკული) — село в Грузии, на территории Лентехского муниципалитета края (мхаре) Рача-Лечхуми и Нижняя Сванетия.

## География
Село находится в северной части Грузии, на берегах реки Пишкори (правый приток Цхенисцкали), на расстоянии приблизительно 23 километров (по прямой) к востоку от посёлка городского типа Лентехи, административного центра муниципалитета. Абсолютная высота — 1495 метров над уровнем моря.

## Население
По результатам официальной переписи населения 2014 года, в Чукули проживало 58 человек (26 мужчин и 32 женщины). В национальной структуре населения грузины составляли 100 %.
| Год  | Население, человек |
| ---- | ------------------ |
| 2002 | 129                |
| 2014 | ↘ 58               |